# Showdown
Ein Showdown bezeichnet ein abschließendes, entscheidendes Duell zwischen zwei oder mehreren Kontrahenten. Der Ausdruck bezeichnet ursprünglich das Aufdecken der Karten beim Poker (engl. to show down), meint aber auch das „Aufzeigen der wahren Verhältnisse“.

## Beschreibung
Im populären Film wird der Showdown meist besonders spannungs- und effektvoll als dramaturgischer Höhepunkt bzw. Peripetie der Handlung inszeniert. Als klassische Showdowns gelten die mit Revolvern ausgetragenen Duelle in Western (z. B. Zwölf Uhr mittags) bzw. Abwandlungen davon in Actionfilmen (z. B. James Bond). Oft geht es um eine formelhafte, pathetische Konfrontation der Gegenspieler, die in ihrer zeitlichen Ausdehnung wie eine statische Manifestation des finalen Konflikts wirkt. Deutlich wird dies vor allem in den Italowestern von Sergio Leone, z. B. Zwei glorreiche Halunken (1966) und Spiel mir das Lied vom Tod (1968): Mit Nah- und Detailaufnahmen von Gesichtern, Händen und Revolvern werden die Szenen mit Spannung aufgeladen; die Konfrontation ist nun unausweichlich.
Auch in europäischen Filmen haben entsprechende „klärende“ Auseinandersetzungen zwischen antagonistischen Hauptfiguren ihren festen Platz. Ein Beispiel ist das von Hans Schweikart inszenierte Melodrama Das Mädchen von Fanö (Deutschland, 1941), in dem zwei Freunde um eine Frau rivalisieren. Ihr Konflikt eskaliert in einen Zweikampf auf Leben und Tod, der – für das Publikum überraschend – jedoch nicht darin mündet, dass ein Sieger bestimmt wird, sondern in dessen Verlauf einer der beiden sich als der bessere Mensch erweist.
In der konventionellen Hollywood-Dramaturgie bildet der Showdown den Auftakt des dreiteiligen Filmschlusses: Nach der dramatischen Zuspitzung des Konflikts folgt der eigentliche Schluss, in dem der weitere Verlauf der Auseinandersetzung dargestellt wird. Mit der Konfliktlösung entlädt sich die Spannung im Sinne eines Happy Ends, und der Zuschauer wird erlöst.